# Берберски макаки
Берберски макаки (Macaca sylvanus) је врста сисара из реда примата и породице мајмуна Старог света (Cercopithecidae).

## Распрострањење
Врста настањује обронке планине Атлас у Алжиру и Мароку, мање популације непознатог порекла су присутне на Гибралтару.

## Станиште
Врста Macaca sylvanus има станиште на копну.

## Угроженост
Ова врста се сматра угроженом.

### Популациони тренд
Популација ове врсте се смањује, судећи по расположивим подацима.